# Astripomoea delamereana
Astripomoea delamereana är en vindeväxtart som först beskrevs av Alfred Barton Rendle, och fick sitt nu gällande namn av Bernard Verdcourt. Astripomoea delamereana ingår i släktet Astripomoea och familjen vindeväxter. Inga underarter finns listade i Catalogue of Life.